# بيدرو لوكاس
بيدرو لوكاس (بالبرتغالية: Pedro Lucas Schweizer‏) هو لاعب كرة قدم برازيلي في مركز الهجوم، ولد في 5 سبتمبر 1998 في Vale Real ‏ في البرازيل. لعب مع نادي إنترناسيونال.

## وصلات خارجية
- بيدرو لوكاس على موقع الاتحاد الأوربي (الإنجليزية)
- بيدرو لوكاس على موقع قاعدة بيانات كرة القدم.إي يو (الإنجليزية)
- بيدرو لوكاس على موقع Soccerway.com (الإنجليزية)